# Batukarut
Batukarut is een bestuurslaag in het regentschap Bandung van de provincie West-Java, Indonesië. Batukarut telt 11.368 inwoners (volkstelling 2010).